# Tolvay család
A köpösdi nemes és gróf Tolvay család egyike a régi eredetű magyar főnemesi családoknak.

## Története
A kihalt köpösdi gróf Tolvay család eredetét homály fedi. Eredetileg Köpösdön telepedtek le, de a török korszakból egyelőre nincs adat a településről. Több Tolvay nevű család is ismert, a későbbi grófi ág attól függően melyik családtagról van szó a menyői, avagy a désházi előnevet használta. Az utóbbit még Tolvay Balázs szerezte királyi adomány útján 1457-ben. A töredékes információk alapján a család több tagja vitézen harcolt a török ellen.
Désházi Tolvay Ferenc 1639. december 29-én maga és fiai Péter és Ferenc számára nemességük megerősítését és új címeres levelet kapott. Életét 1656-ban Kisvárda várának kapitányaként fejezte be.
Péter ága folytatódott fia Tolvay Gábor (1654-1718) által, aki Trencsén vármegyében tevékenykedett, majd mint Szakolca követe részt vett az 1687-es pozsonyi országgyűlésen. Szintén 1687-ben lett a nyitrai püspök jószágigazgatója, majd Kollonich Lipóttól 1688-ban 1800 Ft-on megvette Nagy-Köpösdöt, melybe egy évre rá be is iktatták. 1690-ben Nedeczky Györggyel Nemeskürtöt, ill Kis-Köpösd és Lajosfalva pusztákat kapták nádori adományba. 1690-ben gróf Bercsényi Miklós, 1692-ben gróf Erdődy György jószágigazgatója lett. 1695-ben Bercsényitől házat vett Szombathelyen. 1696-ban kapta adományba Finta birtokot. 1693-ban személynöki, 1701-ben pedig nádori ítélőmesterré nevezték ki. 1704-1708 között kuruc fogságban raboskodott, majd fegyverszüneti tárgyalásai eredménytelenül végződtek. 1709-ben címerét kibővítették és bárói rangra emelték. 1712-ben tanácsos és alnádor lett. A köpösdi kastélyt 1700-ban kezdte el építeni, de csak 1716-ban költözött be. 1717-ben tízezer forinton megszerezte Török György örököseitől a néveri kastélyt, ill. családi, gesztei, koloni, kisbéládi, borosbéládi és kernyei birtokrészeket, valamint a fintabéládi pusztát. Első feleségétől származó fiai katonaságban estek el utód nélkül.
Második feleségétől származó János (1699-1776) fia vitte tovább a családi nevet és 1754-ben grófi rangra emelkedett. 1718-tól kezdve beutazta Nyugat-Európát, ahonnét 1720-ban tért vissza. 1732-ben a hétszemélyes tábla helyettes-, 1741-től valóságos ülnökévé nevezték ki. 1744-ben részt vett a sziléziai táborozásban, azonban 1745-ben betegsége miatt hazatért. Az 1750-es években már a Verebélyi és szentgyörgyi érseki szék nádora, amely funkciót valószínűleg a halála után a fia vette át. Fia Ferenc (1734-1812) személyében, mivel az ő fia János még 1784-ben elhunyt a grófi család férfi ágon kihalt. Tolvay Ferenc 1750-ben Esterházy Antal nápolyi követ mellett volt segéd. 1754-ben Barkóczy Ferenc egri püspök udvari lovagja, 1760-ban szolgálattévő kamarássá, 1766-ban Dunán inneni kerületi tábla számfeletti bírájává, 1769-ben pedig elnökévé nevezték ki.
Irataik a leány ági leszármazottak révén eredetileg az Orczy család levéltárába kerültek. A mezői, a menyői és désházi és a menyői Tholvay családokhoz kötődő iratanyagok a Szilágyi család fondjában is találhatóak.
A grófi család címere: álló, csücsköstalpu négyelt pajzs szivpajzszsal, melynek vörös mezejében alul hármas zöld halom látható, a középső magasabb halmon – a két szélső halomból kiemelkedő két ezüst szárny között – növekvő, jobbra fordult arany-koronás arany oroszlán felemelt jobbjában arany koronát, baljában egy kinyilt virágból és két bimbóból álló liliomszálat tart. Az első és negyedik kék mezőben tölgyfatörzsön befelé fordult és nyakán hátulról ezüst nyillal átlőtt sólyom áll, a törzsre pedig kígyó csavarodik. A második és harmadik ezüsttel és feketével vágott mező felső részében befelé fordult, kiterjesztett szárnyu, növekvő fekete sas, alsó részében szintén befelé fordult, csőrében zöld ágat tartó, ezüst galamb látható. – A pajzs felett grófi korona, melyen három sisak nyugszik. – A középső, szemben álló koronás nyilt lovagsisak dísze a szivpajzs oroszlánja; a jobboldali balra fordult koronás nyilt lovagsisaké az első mező fatörzse a sólyommal és kigyóval, jobbról kék-ezüsttel, balról ezüst-kékkel vágott két bivalyszarv között; a baloldali jobbra fordult koronás nyilt lovagsisak dísze pedig a második vágott mező felső részében látható kiterjesztett szárnyu növekvő fekete sas. – A takaró jobbról: kék-ezüst, balról: fekete-ezüst, a középen álló sisaknál mindkét felől: vörös-arany.

## Neves családtagok
- Tolvay Gábor (1654-1718) Szakolca követe, bárói rangot szerzett, 1712-től tanácsos és alnádor.
- Tolvay János (1699–1776) a verebélyi érseki szék nádora, aranysarkantyús lovag, szeptemvir.
- Tolvay Ferenc (érseki nádor)[4]

## Kastélyaik
- Köpösd, a II. világháború után elbontották